# 南清河村
南清河村地处长江三角洲，是隶属于江苏省启东市惠萍镇的一个行政村，因百年古镇南清河而得名 。南清河村位于崇启大桥东侧，交通便利，沿江公路贯穿全境，S336省道位于其北侧。全村村域面积为6平方公里，其中耕地面积5,550亩，总人口4,470人，辖22个村民组，党员140人。2011年，南清河村成为市第二批新农村建设示范村，被市委、市政府授予新农村建设示范村称号，发给50万元以奖代补资金。

## 村级经济
南清河村大力发展现代化农业，成立启东市惠萍镇南清河蔬菜专业合作社，并获启东市现代农业示范村称号。引进的南通东盛农业科技园有钢管大棚，有深冬暖大棚，经营反季节水果、蔬菜的种植和淡水水产品的养殖，总面积达843亩。村通过劳动力转移、土地流转、引进东盛农业科技园等途径，带动农民致富。全村劳动力就业率100%。2011年，农村人均纯收入11,330元。

## 集中居住
2011年，村为建设胜狮大道，共拆迁17户，拆迁户全部安置在南清河村和白港村联建的集中居住区内。

## 社会事业
全村的新型农村合作医疗参保率为100%。新型农村社会养老保险参保率为90.15%。有线电视入户率达91.9%。路灯亮化工程全面完成。所有列入农路路网改造规划的道路全面完成标准化白色水泥道路建设任务。完成卫生改厕任务。自来水与城区同质同网。

## 领导班子
2013年11月30日，南清河村在村公共服务中心举行选举大会，大会由崔协群同志主持。依照《村民委员会组织法》的规定，经过本村选民直接投票选举，大会选出南清河村第十届村民委员会主任和委员，名单如下表所示：
| 姓名   | 职务     | 工作职责               |
| ------ | -------- | ---------------------- |
| 施正权 | 村书记   | 全面负责               |
| 陈帅男 | 村会计   | 现金会计               |
| 胡燕威 | 村会计   | 总账会计               |
| 郁美琴 | 妇女主任 | 计生、妇女儿童权益保障 |
| 黄琛迪 | 团支书   | 党务、团支部工作       |
| 陆海春 | 村支委   | 综治专干               |
| 郁正飞 | 村副书记 | 政法、综治             |

## 名人录
孙锦昌，美国纽约华人中有影响的侨领，原籍江苏省启东县南清河镇，1929年农历11月20日生，于2007年8月27日因病去世。1945年闯荡上海滩，1948年去台湾，1962年奔赴美国创业。曾任美国孙氏国家置地实业公司董事长、纽约布兰逊地产集团董事长、美国华侨进出口总商会秘书长。孙锦昌生前曾两次捐资共1000万元人民币，在家乡设立了该市规模最大的助学奖学金---启东市孙氏助学奖学基金会，每年奖励和资助一批在校学生，并长期承担晨曦中学一个贫困班学生的全部学习生活费用。2007年8月26日，孙锦昌携夫人再度回家乡，与家乡政府商谈落实增加奖学金事项，不料于27日晚突发脑溢血逝世。